# Охітва Христина Миколаївна
Христи́на Микола́ївна Охі́тва (OHITVA) — українська співачка, Заслужена артистка естрадного мистецтва України (2011), Заслужена артистка України (2018). Солістка ансамблю пісні і танцю Збройних Сил України. Член Асоціації діячів естрадного мистецтва України, доцент кафедри академічного і естрадного вокалу та звукорежисури Національної академії керівних кадрів культури і мистецтв. Нагороджена близько 100 дипломами в галузі музики.

## Життєпис
Народилася у Чернівцях. Батько Микола Охітва був геологом, знаходив у Карпатах води. Мав музичний гурт «Бенд». Свого часу давав багато концертів.
Професійно почала займатися музикою тільки у 16 років. Навчалась вокалу у відомої в Чернівцях вчительки заслуженого працівника культури України, відмінника освіти України Тамари Мар'янівни Шкурган — матері українського оперного співака, заслуженого артиста України Андрія Шкургана та дружини заслуженого артиста УРСР Семена Шкургана.

## Громадська діяльність
Співачка відома своєю волонтерською діяльністю, підтримкою української армії. Організувала та провела понад 300 концертів на територіях АТО для українських бійців і мешканців. Бере участь у різних благодійних заходах для дітей-сиріт. Постійний член журі міжнародних та всеукраїнських фестивалів та конкурсів.
Розпочала сольну кар'єру під псевдонімом OHITVA.

## Нагороди
- Відзнака силових структур України — «Чарівна сила України»,
- почесна відзнака миротворчої місії у Косово
- почесна відзнака Міністерства оборони України за проведення Всеукраїнського сольного туру «З Україною в серці» для воїнів української армії,
- почесний диплом Міністерства культури України «За відродження та пропаганду української культури на теренах України і за її межами»,
- подяки — «За організацію благодійних концертів для збору коштів на придбання препаратів крові та лікування воїнів АТО» та «За високий патріотизм відданість мистецтву і народу України самовіддане служіння шляхетній справі збереження миру в нашій державі — 2015»,
- почесна грамота Міністерства культури України,
- спеціальні дипломи: «Краща пісня року 2012 р.», «Краща пісня року 2015 р.» Міжнародної програми Мистецький олімп.
- лауреатка премій та володар Гран-прі конкурсів: «Молода Галичина», «Пісенний вернісаж», «Кришталевий жайвір», «Молода гвардія», «Золота підкова», «Стати зіркою», «Музична толока», «Сузір'я», «Пісенні медобори», «Червона рута», «Східний базар», «Перлина Криму», а також міжнародного конкурсу краси і таланту «Пані Україна — 2008»[1].